# Epilobium algidum
Epilobium algidum là một loài thực vật có hoa trong họ Anh thảo chiều. Loài này được M.Bieb. mô tả khoa học đầu tiên năm 1808.